# Put' v Saturn
Put' v Saturn (Путь в «Сатурн») è un film del 1967 diretto da Villen Abramovič Azarov.